# 33213 Diggs
33213 Diggs è un asteroide della fascia principale. Scoperto nel 1998, presenta un'orbita caratterizzata da un semiasse maggiore pari a 2,7396782 au e da un'eccentricità di 0,1600696, inclinata di 4,12227° rispetto all'eclittica.
L'asteroide è dedicato all'insegnante statunitense Katherine Diggs.